# Heckler & Koch MG4
Az MG4 egy 5,56x45 mm NATO lőszert tüzelő könnyű géppuska, amelyet a német Heckler & Koch vállalat fejleszt és gyárt. A HK123 néven is ismert fegyver 2005-ben elsőként rendszeresítette a német Bundeswehr, mint elsődleges rajtámogató fegyvert. A Puma gyalogsági harcjárművek löveggel párhuzamosított fegyvere is az MG4 géppuska lett. Az MG4 műszaki megoldásaiban és kialakításában hasonlít a FN Minimire, amely ebben kategóriában a legelterjedtebb fegyver a világon. A MG4-est mintegy 8 haderő alkalmazza világszerte.

## Kialakítása és jellemzői
Az MG4 gázelvezetéses, forgó zárfejes reteszelésű fegyver. A fegyver  5,56x45 mm NATO lőszert tüzeli M27-as hevederből táplálva. A heveder tagok a fegyver jobb oldalán esnek ki, a lőszerhüvelyek lefelé kerülnek kivetésre. Az MG4 elmélet tűzgyorsasága állítható: 830 lövés lehet percenként. A fegyver hatásos lőtávolsága  pontcélok esetén 400m, területcélok esetén 800 m. Az irányzék 100 méteres osztásokkal 1000 méterig van skálázva. A fegyveren több ún. Picatinny szereléksín is van optikai irányzékok, lámpák és más kiegészítők rögzítésére.

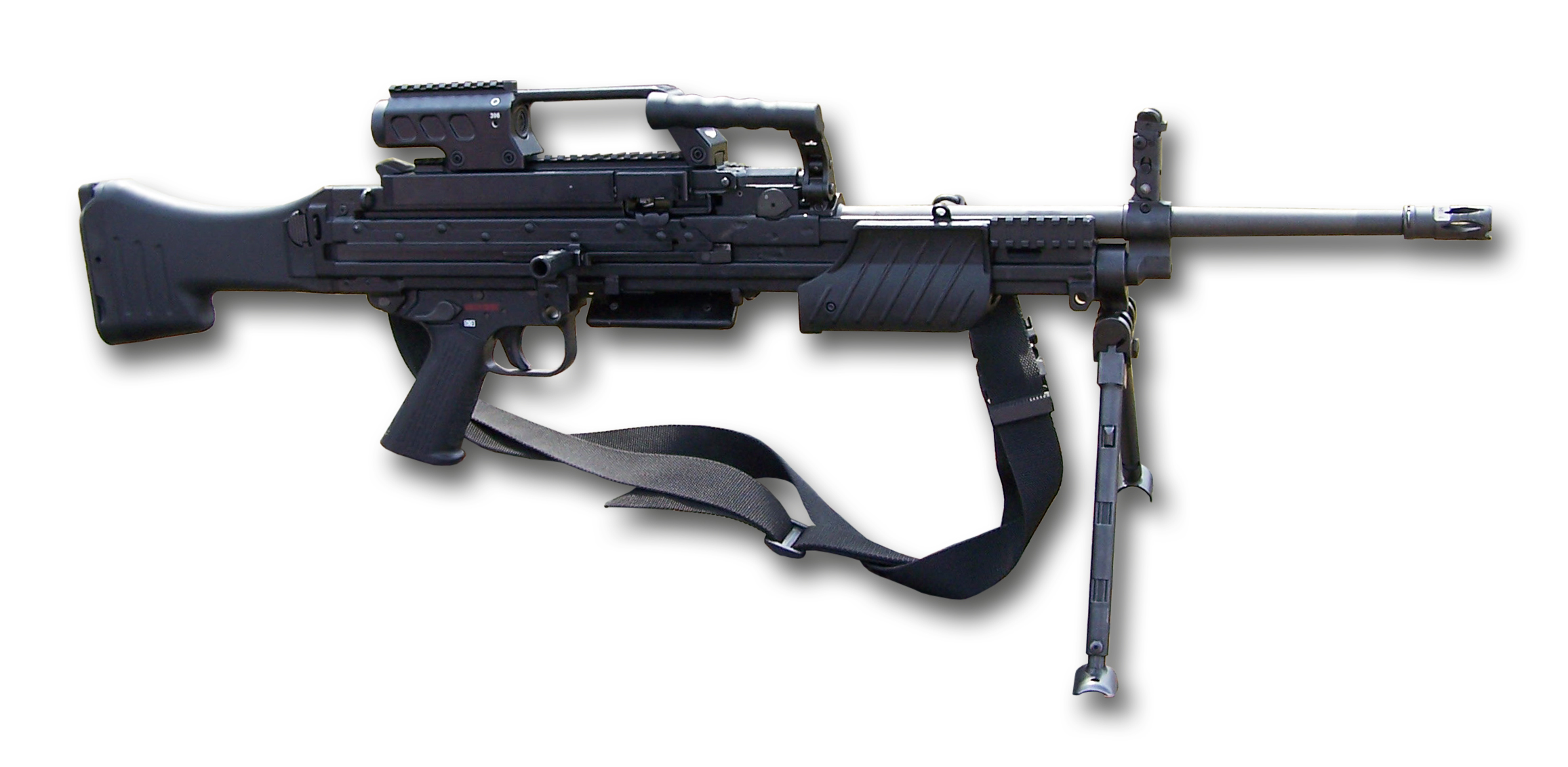
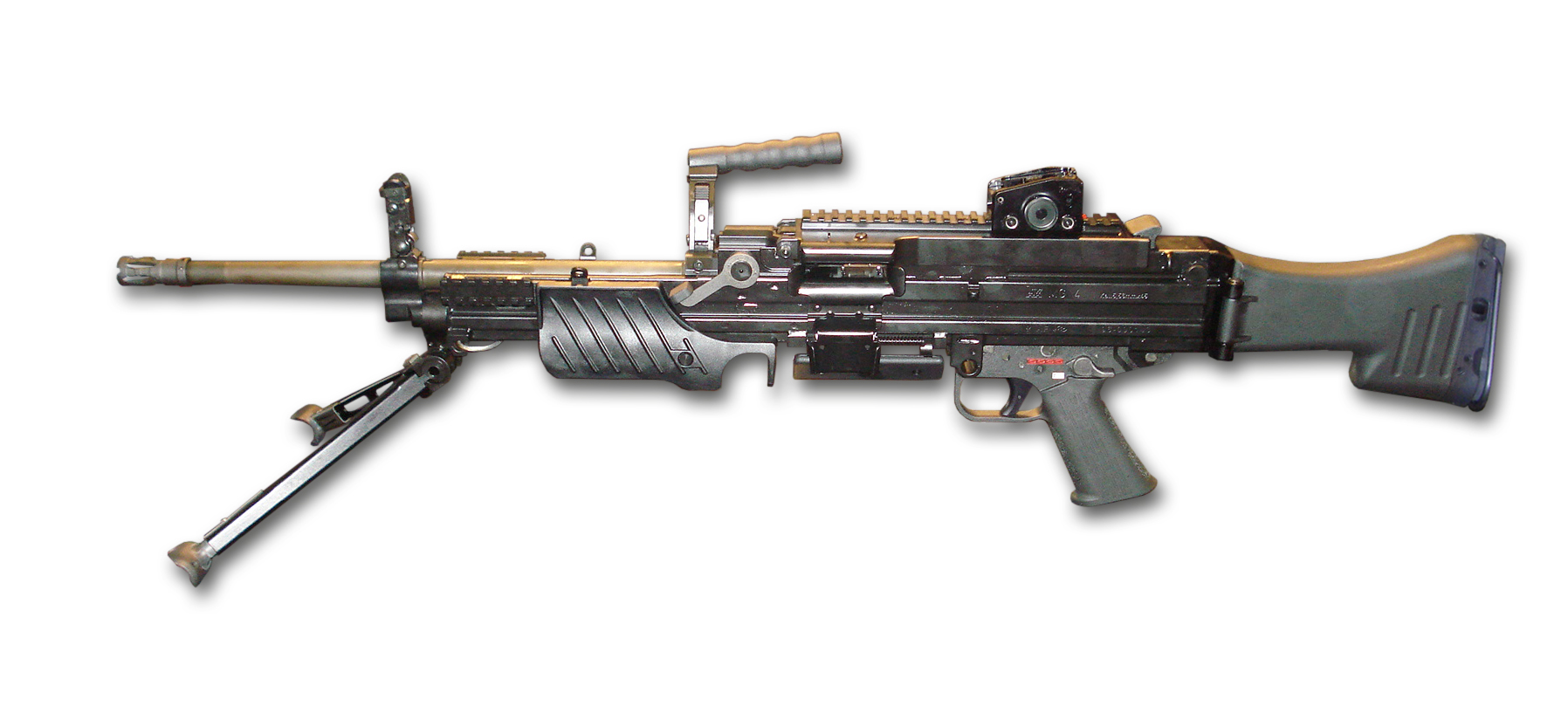

## Típusváltozatok

### MG4 (HK123)
The Heckler & Koch MG4 (HK123)  5,56x45 mm NATO lőszert tüzelő alapváltozata úgy, ahogy Bundeswehr rendszeresítette

#### MG4E (HK123E)
Export változat - erre utal az E betű a jelölésében. Valamivel könnyebb és kisebb tűzsebességgel bír, mint az alapváltozat. 2007-ben a spanyol haderő rendszeresítette ezt verziót.

#### MG4 járműfegyverzet (HK123 járműfegyverzet )
Harcjárművek löveggel párhuzamosított vagy távirányított fegyverrendszerek fegyvereknek szánt változat. Hiányzik róla a válltámasz, az irányzék, a villaállvány és az elülső markolat. Szükség esetén kézi fegyverként is alkalmazható a fentiek rászerelése után.

### MG4K (HK123K)
Az MG4 rövidebb csövű változata.

#### MG4KE (HK123KE)
A rövidebb csövű MG4K exportváltozata.

### MG5
Az MG5 7,62x51 mm NATO lőszert tüzelő változata az MG4-nek. Ez a fegyver váltotta a második világháborús MG42-re épülő MG3-ast a Bundeswehrnél.

## Összehasonlítás más korszerű géppuskákkal
| Jellemzők               | FN Minimi Mk3   | FN EVOLYS       | H&K MG4         |
| ----------------------- | --------------- | --------------- | --------------- |
| Lőszer                  | 5,56x45 mm NATO | 5,56x45 mm NATO | 5,56x45 mm NATO |
| Hosszúság               | 939 mm          | 950 mm          | 1030 mm         |
| Csőhossz                | 349 mm          | 355 mm          | 450 mm          |
| Tömeg                   | 8,8 kg          | 5,5 kg          | 8,2 kg          |
| Elméleti tűzsebesség    | 800 lövés/perc  | 750 lövés/perc  | 830 lövés/perc  |
| Max. hatásos lőtávolság | 800 m           | 800 m           | 800 m           |

## Fordítás
Ez a szócikk részben vagy egészben  a   Heckler & Koch MG4 című angol Wikipédia-szócikk ezen változatának fordításán alapul.  Az eredeti cikk szerkesztőit annak laptörténete sorolja fel. Ez a jelzés csupán a megfogalmazás eredetét és a szerzői jogokat jelzi, nem szolgál a cikkben szereplő információk forrásmegjelöléseként.